# Kościół św. Katarzyny w Słupi Kapitulnej
Kościół świętej Katarzyny w Słupi Kapitulnej – rzymskokatolicki kościół parafialny należący do parafii pod tym samym wezwaniem (dekanat rawicki archidiecezji poznańskiej).
Jest to świątynia wzniesiona w latach 1843–1851 z ofiar wiernych i przy wydatnej pomocy księdza proboszcza z Sarnowy. Budowla jest murowana, wzniesiona z cegły, otynkowana, jednonawowa, reprezentująca styl neoromański, posiada wieżę połączoną z nawą. We wnętrzu znajdują się trzy ołtarze w stylu barokowym. W ołtarzu głównym jest umieszczona figura św. Katarzyny. W jednym ołtarzu bocznym jest umieszczony obraz Matka Bożej Bolesnej  z 1857 roku, natomiast w drugim bocznym znajduje się obraz św. Wawrzyńca. Ambona i chrzcielnica, noszące cechy stylu późnoklasycystycznego, pochodzą z połowy XIX wieku. Świątynia została konsekrowana przez księdza biskupa Edwarda Likowskiego w 1890 roku. W dwudziestoleciu międzywojennym kościół odmalowano, a także zostały wyremontowane organy. W 1940 roku świątynię  zamknięto i zamieniono na magazyn. W 1951 roku kościół  zelektryfikowano. W 1952 roku została wzniesiona przybudówka do wieży od strony plebanii, założono kratę żelazną w kruchcie, zamontowano nowe drzwi wejściowe do świątyni, odnowiono ambonę i chrzcielnicę, natomiast prace złotnicze i malarskie według dawnej malatury zostały wykonane przez firmę Antoniego Juszczaka z Poznania. W 1959 roku powstała druga przybudówka do wieży. W 1963 roku zostały wykonane nowe tynki kolorowe, założono nowe rynny i przebudowanano  zakrystię. W 1971 roku przebudowano prezbiterium, zamontowano nowy ołtarz posoborowy, ambonę i nowe balaski.